# Giuseppe Ogna
Giuseppe Ogna (* 5. November 1933 in Sant’ Eufemia, Brescia; † 8. Mai 2010 in Vigorelli di Milano) war ein italienischer Radrennfahrer und Weltmeister im Sprint.

## Sportliche Laufbahn
Giuseppe Ogna war Spezialist für Bahnsprint und Tandemrennen. In diesen beiden Disziplinen wurde er zwischen 1954 und 1958 viermal Italienischer Meister und erreichte bis 1963 weitere Podiumsplätze, sowohl als Amateur wie nach 1957 als Profi. 1955 gewann er auch das Straßenrennen Mailand-Busseto.
1955 wurde Ogna Weltmeister im Sprint der Amateure auf der Vigorelli-Bahn in Mailand. Er nahm an den Olympischen Spielen 1956 in Melbourne teil und errang im Tandemrennen zusammen mit Cesare Pinarello die Bronzemedaille.
In den 1960er Jahren nahm Giuseppe Ogna auch an 21 Sechstagerennen teil; zwei davon konnte er gewinnen: 1962 in Adelaide mit Nino Solari und 1963 in Launceston mit Warwick Dalton. Ogna beendete 1968 seine Laufbahn als Berufsfahrer.